# Чемпионат России по хоккею с шайбой 1999/2000 (составы)
Составы команд чемпионата России по хоккею с шайбой 1999/2000.
Указано гражданство хоккеистов, не являвшихся гражданами России, Беларуси, Казахстана, Украины (согласно eliteprospects.com).

## 1. «Динамо» Москва
Вратари: Алексей Егоров, Виталий Еремеев.
Защитники: Марат Давыдов, Игорь Щадилов, Роман Золотов, Дмитрий Кокорев, Алексей Трощинский, Алексей Литвиненко, Александр Хаванов, Олег Ореховский, Андрей Марков, Виталий Прошкин.
Нападающие: Михаил Иванов, Александр Кувалдин, Алексей Смирнов, Александр Харитонов, Алексей Терещенко, Алексей Поникаровский, Алексей Калюжный, Станислав Романов, Алексей Кудашов, Борис Зеленко, Александр Савченков, Александр Степанов, Александр Прокопьев, Лев Бердичевский, Денис Карцев, Руслан Берников.
Главный тренер: Зинэтула Билялетдинов.

## 2. «Ак Барс»
Вратари: Андрей Ан. Царёв, Дмитрий Ячанов, Евгений Константинов, Алексей Щебланов.
Защитники: Андрей Козырев, Сергей Климентьев, Дмитрий Балмин, Дмитрий Быков, Артём Анисимов, Ремир Хайдаров, Олег Романов, Николай Цулыгин, Александр Ждан, Александр Завьялов, Евгений Варламов.
Нападающие: Алмаз Гарифуллин, Алексей Тертышный, Эдуард Кудерметов, Александр Трофимов, Юрий Добрышкин, Игорь Степанов, Алексей Чупин, Андрей Никитенко, Денис Метлюк, Евгений Муратов, Павел Дума, Николай Заварухин, Денис Архипов, Сергей Золотов, Ильнур Гизатуллин, Михаил Сарматин, Павел Корнилов (→ «Нефтехимик»), Игорь Никулин, Евгений Захаров, Руслан Зайнуллин.
Главный тренер: Владимир Крикунов.

## 3—4. «Металлург» Магнитогорск
Вратари: Игорь Карпенко, Сергей Земченок, Владимир Тихомиров, Борис Тортунов.
Защитники: Иван Сидоров, Олег Леонтьев, Игорь Земляной, Сергей Тертышный, Дамир Гайнутдинов, Андрей Соколов, Владимир Антипин, Андрей Сапожников, Олег Микульчик, Вадим Гловацкий, Валерий Никулин.
Нападающие: Алексей Зоткин, Андрей Разин, Сергей Гомоляко, Евгений Гладских, Вячеслав Чистяков, Александр Корешков, Сергей Севастьянов, Евгений Корешков, Максим Бец, Сергей Осипов, Андрей Кудинов, Дмитрий Попов, Михаил Бородулин, Андрей Петраков, Виталий Прохоров, Равиль Гусманов, Валерий Карпов, Алексей Степанов, Дмитрий Нагорных (← «Мечел», → «Салават Юлаев»).
Главный тренер: Валерий Белоусов.

## 3—4. «Металлург» Новокузнецк
Вратари: Вадим Тарасов, Олег Глебов.
Защитники: Дмитрий Дубровский, Евгений Петрочинин, Олег Шаргородский, Степан Мохов, Юрий Зуев, Евгений Пупков, Андрей Евстафьев, Алексей Коледаев, Роман Кухтинов.
Нападающие: Вадим Епанчинцев, Виталий Валуй, Игорь Беляевский, Сергей Зиновьев, Дмитрий Гоголев, Ринат Хасанов, Артём Чернов, Вадим Морозов, Сергей Москалёв, Павел Агарков, Константин Кольцов, Андрей Райский, Алексей Ткачук, Сергей Петренко, Георгий Евтюхин, Игорь Зеленчев, Дмитрий Клевакин, Владимир Завьялов.
Главный тренер: Сергей Николаев, Юрий Новиков.
Покинули команду.

## «Локомотив»
- Вр Егор Подомацкий
- Вр Борис Тортунов
- Вр Виталий Тригубов
- Зщ Алексей Амелин
- Зщ Михаил Баландин
- Зщ Михаил Доника
- Зщ Андрей Есипов
- Зщ Сергей Жуков
- Зщ Дмитрий Красоткин
- Зщ Артём Марьямс
- Зщ Сергей Плотников
- Зщ Андрей Соболев
- Зщ Ильдар Юбин
- Зщ Дмитрий Юшкевич
- Зщ Андрей Яханов
- Нп Александр Ардашев
- Нп Антон Бут
- Нп Сергей Вереникин
- Нп Дмитрий Власенков
- Нп Павел Воробьев
- Нп Алексей Горшков
- Нп Кирилл Двуреченский
- Нп Артём Крюков
- Нп Евгений Лапин
- Нп Виталий Литвиненко
- Нп  Александр Ниживий
- Нп Дмитрий Панков
- Нп Владимир Самылин
- Нп Алексей Трасеух
- Нп Владимир Уйманов
- Нп Евгений Хацей
- Нп Валерий Хлебников
- Нп Сергей Шиханов
- Главный тренер: Пётр Воробьёв

## «Авангард»
- Вр Александр Вьюхин
- Вр Евгений Тарасов
- Вр Олег Шевцов
- Зщ Олег Вевчеренко
- Зщ Анвар Гатиятулин
- Зщ Сергей Кагайкин
- Зщ  Кристофер Ковени
- Зщ Кирилл Кольцов
- Зщ Виталий Люткевич
- Зщ Константин Маслюков
- Зщ Игорь Никитин
- Зщ Юрий Панов
- Зщ Дмитрий Рябыкин
- Зщ Александр Сазонов
- Зщ Олег Угольников
- Нп Алексей Бадюков
- Нп Константин Баранов
- Нп Константин Голохвастов
- Нп Илья Горбушин
- Нп Александр Гутов
- Нп Игорь Дякив
- Нп Александр Ермаков
- Нп Дмитрий Затонский
- Нп  Стив Зорик
- Нп Павел Каменцев
- Нп Олег Кряжев
- Нп Михаил Медведев
- Нп Александр Пережогин
- Нп Александр Попов
- Нп Рамиль Сайфуллин
- Нп Андрей Самохвалов
- Нп Александр Свитов
- Нп Андрей Субботин
- Нп Максим Сушинский
- Нп Андрей Таратухин
- Нп Станислав Чистов
- Нп Егор Шастин
- Нп Равиль Якубов
- Главный тренер: Владимир Голубович

## «Северсталь»
- Вр Дмитрий Мыльников
- Вр Сергей Николаев
- Вр Виктор Чистов
- Зщ Михаил Быков
- Зщ Олег Волков
- Зщ Алексей Данилов
- Зщ Сергей Журиков
- Зщ Леонид Канарейкин
- Зщ Андрей Козырев
- Зщ Олег Комиссаров
- Зщ Владимир Копать
- Зщ Алексей Кривченков
- Зщ Альберт Логинов
- Зщ Халим Нигматуллин
- Зщ Дмитрий Пархоменко
- Зщ Владимир Тарасов
- Зщ Станислав Языков
- Нп Алексей Алексеев
- Нп Николай Бабенко
- Нп Сергей Бердников
- Нп Алексей Булатов
- Нп Игорь Варицкий
- Нп Эдуард Горбачев
- Нп Дмитрий Денисов
- Нп Владимир Кочин
- Нп Михаил Кулешов
- Нп Раиль Муфтиев
- Нп Дмитрий Назаров
- Нп Игорь Никулин
- Нп Игорь Петров
- Нп Андрей Пчеляков
- Нп Андрей Расолько
- Нп Алексей Цветков
- Нп Александр Шинкарь
- Нп Сергей Шитковский
- Главный тренер: Сергей Михалёв

## «Лада»
- Вр Илья Брызгалов
- Вр Сергей Николаев
- Вр  Венсан Риндо
- Вр Евгений Рябчиков
- Зщ Вадим Брезгунов
- Зщ Илья Бякин
- Зщ Олег Давыдов
- Зщ Алексей Денискин
- Зщ Андрей Ершов
- Зщ Андрей Кручинин
- Зщ Александр Любимов
- Зщ Владимир Маленьких
- Зщ Артур Октябрев
- Зщ Дмитрий Стулов
- Зщ Олег Хмыль
- Зщ Денис Цыгуров
- Нп Алексей Акифьев
- Нп Денис Афиногенов
- Нп Вячеслав Безукладников
- Нп Олег Белкин
- Нп Роман Горев
- Нп Павел Десятков
- Нп Юрий Злов
- Нп Александр Нестеров
- Нп Евгений Н. Павлов
- Нп Андрей Петрунин
- Нп Александр Романенко
- Нп Дмитрий Саразов
- Нп Иван Свинцицкий
- Нп Михаил Севостьянов
- Нп Сергей Севостьянов
- Нп Андрей Скабелка
- Нп Дмитрий Субботин
- Нп Андрей Тарасенко
- Нп Денис Тюрин
- Нп Игорь Шевцов
- Главный тренер: Валерий Постников

## «Молот»
- Вр Леонид Фатиков
- Вр Дмитрий Хомутов
- Вр Константин Чащухин
- Зщ Виталий Атюшов
- Зщ Вадим Галкин
- Зщ Олег Гущин
- Зщ Сергей Зимаков
- Зщ Сергей Лаптев
- Зщ  Кори Мерфи
- Зщ Сергей Мильто
- Зщ Мурат Стержанов
- Зщ  Стив Уилсон
- Зщ Дмитрий Филимонов
- Зщ Александр В. Юдин
- Нп Александр Агеев
- Нп Евгений Ахметов
- Нп Николай Бардин
- Нп  Дмитрий Бернатавичюс
- Нп Сергей Губанов
- Нп Александр Гулявцев
- Нп Михаил Ипатов
- Нп Григорий Ковтун
- Нп Алексей Косоуров
- Нп Дмитрий Пирожков
- Нп Дмитрий Романов
- Нп Олег Савчук
- Нп Михаил Солдатов
- Нп Максим Тихонов
- Нп Евгений Федоров
- Нп Вадим Щелкунов
- Главный тренер: Василий Первухин

## ЦСКА
- Вр Максим Михайловский
- Вр Денис Хлопотнов
- Зщ Максим Великов
- Зщ Андрей Дылевский
- Зщ Николай Игнатов
- Зщ Рустем Камалетдинов
- Зщ Дмитрий Мотков
- Зщ Сергей Сёмин
- Зщ Павел Траханов
- Зщ Василий Турковский
- Зщ Дмитрий Фролов
- Зщ Станислав Шальнов
- Нп Сергей Акимов
- Нп Александр Бойков
- Нп Павел Бойченко
- Нп Дмитрий Вершинин
- Нп Игорь Ефимов
- Нп Александр Зевахин
- Нп Александр Зыбин
- Нп Дмитрий Кириленко
- Нп Альберт Лещев
- Нп Сергей Макаров
- Нп Егор Михайлов
- Нп Максим Орлов
- Нп Алексей Погонин
- Нп Руслан Ревякин
- Нп Александр Скопцов
- Нп Дмитрий Старостенко
- Нп Дмитрий Тепляков
- Нп Владимир Терехов
- Нп Андрей Фролкин
- Нп Андрей Царегородцев
- Нп Алексей Черников
- Главный тренер: Борис Михайлов

## «Амур»
- Вр Павел Бессонов
- Вр  Стив Плуфф
- Вр Олег Филимонов
- Зщ Артём Аргоков
- Зщ Вячеслав Бабурин
- Зщ Олег Вевчеренко
- Зщ Андрей Голубев
- Зщ Олег Горбенко
- Зщ Владимир Гусев
- Зщ Виктор Дронов
- Зщ Евгений Кузьмин
- Зщ Алексей Мирошников
- Зщ Михаил Переяслов
- Зщ Алексей Плотников
- Зщ Дмитрий Шулаков
- Зщ Павел Яковлев
- Зщ Сергей Ясаков
- Нп Алексей Акифьев
- Нп  Шон Аллард
- Нп Игорь Андрющенко
- Нп Руслан Берников
- Нп Ильдус Габдрахманов
- Нп Дмитрий Горенко
- Нп Александр Казаков
- Нп Константин Касаткин
- Нп Михаил Медведев
- Нп Игорь Николаев
- Нп Эдуард Поляков
- Нп Александр Романенко
- Нп Александр Скугарев
- Нп Сергей Соломатов
- Нп Алексей Страхов
- Нп Дмитрий Тарасов
- Нп Константин Татаринцев
- Нп Александр Титов
- Нп Анатолий Устюгов
- Нп Александр Филиппов
- Нп Юрий Фимин
- Нп Дмитрий Шпаковский
- Главный тренер: Виктор Семыкин

## СКА
- Вр Максим Соколов
- Вр Владимир Тихомиров
- Вр Андрей Черноскутов
- Зщ Вячеслав Завальнюк
- Зщ Павел Комаров
- Зщ Артём Остроушко
- Зщ Валерий Покровский
- Зщ Игорь Сипченко
- Зщ Сергей Федотов
- Зщ Евгений Филинов
- Зщ Алексей Шорников
- Зщ Александр Л. Юдин
- Нп Алексей Алексеев
- Нп Вадим Бекбулатов
- Нп Виктор Беляков
- Нп Олег Болтунов
- Нп Илья Горбушин
- Нп Александр Дроздецкий
- Нп Алексей Кознев
- Нп Андрей В. Королёв
- Нп Олег Кузьмин
- Нп Вячеслав Курочкин
- Нп Дмитрий Левинский
- Нп Александр Матвийчук
- Нп Михаил Меркулов
- Нп Дмитрий Михайлов
- Нп Константин Молодцов
- Нп Владимир Орлов
- Нп Константин Руденко
- Нп Иван Свинцицкий
- Нп Александр Уракин
- Нп Юрий Цыплаков
- Нп Сергей Шаламай
- Нп Руслан Шафиков
- Главный тренер: Рафаил Ишматов

## «Торпедо»
- Вр Евгений Еграшин
- Вр Сергей Фадеев
- Вр Михаил Шукаев
- Зщ Николай Воеводин
- Зщ Илья Горохов
- Зщ Александр Жмаев
- Зщ Сергей Клишин
- Зщ Артём Марьямс
- Зщ Олег Наместников
- Зщ Виталий Новопашин
- Зщ Андрей Поддякон
- Зщ Андрей Савенков
- Зщ Виталий Трегубов
- Зщ Денис Тюляпкин
- Зщ Владимир Федосов
- Зщ Дмитрий Храмченко
- Зщ Евгений Шалдыбин
- Нп Вадим Аверкин
- Нп Евгений Бобарико
- Нп Дмитрий Ванясов
- Нп Алексей Воробьев
- Нп Дмитрий Игошин
- Нп Сергей Киселев
- Нп Сергей Колюбакин
- Нп Роман Малов
- Нп Игорь Меляков
- Нп Максим Овчинников
- Нп Вячеслав Поликаркин
- Нп Максим Савосин
- Нп Игорь Сафонов
- Нп Василий Смирнов
- Нп Дмитрий Уппер
- Нп Анатолий Филатов
- Нп Виталий Чинахов
- Нп Василий Чистоклетов
- Главный тренер: Александр Фролов

## «Нефтехимик»
- Вр Сергей Киряхин
- Вр  Андре Расико
- Вр Дмитрий Хомутов
- Вр Евгений Чечин
- Вр Алексей Щебланов
- Зщ Максим Васючков
- Зщ Александр Гуськов
- Зщ Дмитрий Куликов
- Зщ Леонид Лабзов
- Зщ Владислав Макаров
- Зщ Максим Масленников
- Зщ Халим Нигматуллин
- Зщ Дмитрий Плеханов
- Зщ Венер Сафин
- Зщ Николай Сырцов
- Зщ Александр Сычев
- Зщ Игорь Федоров
- Зщ Денис Цыгуров
- Зщ Рафаэль Якубов
- Нп Рустем Амиров
- Нп Олег Антоненко
- Нп Роман Баранов
- Нп Дмитрий Безруков
- Нп Михаил Белобрагин
- Нп Матвей Белоусов
- Нп Алексей Вахрушев
- Нп Кирилл Голубев
- Нп Сергей Горбачёв
- Нп Павел Дума
- Нп Евгений Захаров
- Нп Владимир Ильин
- Нп Айрат Кадейкин
- Нп Ринат Касьянов
- Нп Дмитрий Коннов
- Нп Павел Корнилов ← «Ак Барс»
- Нп Евгений Муратов
- Нп Мурат Мухаметов
- Нп Рамиль Нуриев
- Нп Иван Ткаченко
- Нп Олег Толоконцев
- Нп Лев Трифонов
- Нп Иван Хлынцев
- Нп Андрей Ал. Царев
- Главный тренер: Николай Соловьёв

## «Мечел»
- Вр Андрей Зуев
- Вр Альберт Ширгазиев
- Зщ Марат Аскаров
- Зщ Павел Велижанин
- Зщ Дамир Гайнутдинов
- Зщ Владимир Гапонов
- Зщ Василий Дубровин
- Зщ Александр Короболин
- Зщ Алексей Мягких
- Зщ Михаил Парамонов
- Зщ Иван Савин
- Зщ Константин Сидулов
- Зщ Игорь Хацей
- Зщ Алексей Чикалин
- Нп Дмитрий Андреев
- Нп Валерий Андреев
- Нп Максим Ануфриев
- Нп Андрей Баландин
- Нп Евгений Бобыкин
- Нп Сергей Бровин
- Нп Денис Гусманов
- Нп Дмитрий Демидов
- Нп Андрей Диденко
- Нп Данис Зарипов
- Нп Андрей Исмагилов
- Нп Денис Козырев
- Нп Владимир Кречин
- Нп Евгений Любимов
- Нп Кирилл Макаров
- Нп Дмитрий Максимов
- Нп Дмитрий Нагорных → «Металлург» Мг
- Нп Эльдар Нажмутдинов
- Нп Константин Перегудов
- Нп Сергей Соломатов
- Нп Сергей Хрущев
- Вр Андрей Малков
- Вр Сергей Шабанов
- Главный тренер: Николай Макаров

## «Динамо-Энергия»
- Зщ Алексей Воронов
- Зщ Сергей Галкин
- Зщ Игорь Григорьев
- Зщ Вадим Гусев
- Зщ Алексей Коршков
- Зщ Алексей Кулагин
- Зщ Константин Мантик
- Зщ Андрей Наумов
- Зщ Владислав Отмахов
- Зщ Денис Соколов
- Зщ Александр Хлебников
- Нп Алексей Багичев
- Нп Игорь Гусев
- Нп Павел Дацюк
- Нп Владимир Дудров
- Нп Денис Елаков
- Нп Сергей Заделенов
- Нп Денис Кочетков
- Нп Максим Краев
- Нп Георгий Ксандопуло
- Нп Михаил Кузнецов
- Нп Сергей Кутявин
- Нп Алексей Макаров
- Нп Айдар Мусакаев
- Нп Алексей Пермяков
- Нп Денис Поченков
- Нп Денис Сажин
- Нп Алексей Сивчук
- Нп Алексей Симаков
- Нп Владимир Хайлак
- Нп Дмитрий Шульга
- Нп Ян Якуценя
- Главный тренер: Михаил Малько (до 7 января), Владимир Семёнов

## 17. «Салават Юлаев»
- Вр Андрей Василевский
- Вр Игорь Васильев
- Зщ Владимир Алексеев
- Зщ Андрей Волков
- Зщ Алексей Данилов
- Зщ Артём Зубарев
- Зщ Леонид Канарейкин
- Зщ Владимир Капуловский
- Зщ Олег Коваленко
- Зщ Владислав Корнеев
- Зщ Владислав Озолин
- Зщ Михаил Потапов
- Зщ Венер Сафин
- Зщ Александр Селуянов
- Зщ Дмитрий Чернов
- Нп Денис Афанасьев
- Нп Артём Бахарев
- Нп Павел Белый
- Нп Алексей Булатов
- Нп Рустем Габдуллин
- Нп Алик Гареев
- Нп Марсель Гарипов
- Нп Андрей Давлетов
- Нп Пётр Девяткин
- Нп Игорь Зеленчев
- Нп Дмитрий Калачев
- Нп Николай Курочкин
- Нп Дмитрий Нагорных ← «Металлург Мг»
- Нп Руслан Нуртдинов
- Нп Евгений А. Павлов
- Нп Асхат Рахматуллин
- Нп Андрей Сидякин
- Нп Дмитрий Спирин
- Нп Борис Тимофеев
- Нп Олег Толоконцев
- Нп Айдар Хайруллин
- Нп Денис Хлыстов
- Нп Дмитрий Холепа
- Нп Азат Шарипов
- Нп Наиль Шаяхметов
- Нп Альфред Юнусов
- Главный тренер: Владимир Быков

## 18. ЦСК ВВС
- Вр Евгений Лойферман
- Вр Тахир Хафизов
- Вр Алексей Шарнин
- Зщ Артём Аргоков
- Зщ Алексей Булдаков
- Зщ Сергей Вороненков
- Зщ Алексей Денискин
- Зщ Александр Долишня
- Зщ Сергей Комаров
- Зщ Андрей Кручинин
- Зщ Алексей Кулагин
- Зщ Александр Любимов
- Зщ Владимир Маленьких
- Зщ Евгений Мухин
- Зщ Роман Попов
- Зщ Олег Поротников
- Зщ Раиль Розаков
- Зщ Максим Цветков
- Зщ Денис Цыгуров
- Зщ Александр Шварёв
- Зщ Олег Юшин
- Зщ Станислав Языков
- Нп Алексей Акифьев
- Нп Алексей Алексеев
- Нп Денис Афанасьев
- Нп Алексей Булатов
- Нп Дмитрий Ванясов
- Нп Кирилл Голубев
- Нп Вячеслав Долишня
- Нп Виталий Елисов
- Нп Олег Еремеев
- Нп Павел Ермолаев
- Нп Алексей Жаглин
- Нп Дмитрий Иванов
- Нп Игорь Корешков
- Нп Александр Кревсун
- Нп Андрей Кузнецов
- Нп Виктор Ли
- Нп Юрий Литвинов
- Нп Дмитрий Максименко
- Нп Артем Миронов
- Нп Олег Науменко
- Нп Евгений Н. Павлов
- Нп Александр Рябов
- Нп Денис Сажин
- Нп Дмитрий Саразов
- Нп Иван Свинцицкий
- Нп Михаил Севостьянов
- Нп Сергей Севостьянов
- Нп Борис Тимофеев
- Нп Лев Трифонов
- Нп Денис Тюрин
- Нп Игорь Шевцов
- Нп Сергей Шумихин
- Главный тренер: Анатолий Долганов

## 19. «Липецк»
- Вр Андрей Болсуновский
- Вр Роман Красных
- Вр Роман Кривомазов
- Вр Виталий Тригубов
- Вр Виталий Чумичев
- Зщ Иван Андрияшев
- Зщ Вячеслав Бабурин
- Зщ Алексей Белоусов
- Зщ Дмитрий Жеребенков
- Зщ Валерий Карый
- Зщ Сергей Козуров
- Зщ Андрей Куликов
- Зщ Роман Мозгунов
- Зщ Вадим Навроцкий
- Зщ Андрей Никишов
- Зщ Валерий Олейник
- Зщ Сергей Розин
- Зщ Олег Тимофеев
- Зщ Сергей Филин
- Нп Андрей Андреев
- Нп Виталий Барабаш
- Нп Алексей Баранов
- Нп Юрий Богусевич
- Нп Олег Булычев
- Нп Дмитрий Воронежев
- Нп Андрей Гаврилин
- Нп Андрей Желнов
- Нп Алексей Иванов
- Нп Константин Исупов
- Нп Константин Касаткин
- Нп Николай Копытин
- Нп Андрей Н. Королёв
- Нп Роман Костромин
- Нп Андрей Кошкин
- Нп Константин Кузьмичев
- Нп Валерий Кукушкин
- Нп Олег Ларионов
- Нп Евгений Летов
- Нп Максим Найденышев
- Нп Сергей Потехин
- Нп Владислав Пустовалов
- Нп Олег Рудаков
- Нп Владимир Самсоник
- Нп Владимир Сироткин
- Нп Александр Титов
- Главный тренер: Александр Зарубин (до 4 октября), Сергей Карый

## 20. «Кристалл» Электросталь
- Вр Сергей Вертунов
- Вр Алексей Емельянов
- Вр Денис Кузьменко
- Вр Олег Лаврецкий
- Зщ Алексей Баранов
- Зщ Роман Бобков
- Зщ Олег Бурлуцкий
- Зщ Марк Величков
- Зщ Василий Демин
- Зщ Владимир Лешко
- Зщ Андрей Ляшко
- Зщ Евгений Михалкевич
- Зщ Вадим Мусатов
- Зщ Алексей Рубов
- Зщ Павел Рыбаков
- Зщ Владимир Свито
- Зщ Александр Сивов
- Зщ Сергей Скопинцев
- Зщ Михаил Стрелков
- Зщ Сергей Усанов
- Зщ Валерий Шеститко
- Зщ Юрий Ящин
- Нп Андрей Андриевский
- Нп Алексей Будаев
- Нп Михаил Бутурлин
- Нп Дмитрий Главюк
- Нп Валерий Гудожников
- Нп Андрей Дубинин
- Нп Роман Железняков
- Нп Александр Иваненко
- Нп Александр Иванов
- Нп Виталий Кабанов
- Нп Алексей Купреенков
- Нп Александр Максимов
- Нп Сергей Мартынов
- Нп Олег Минаков
- Нп Виталий Седов
- Нп Андрей Селезов
- Нп Сергей Селютин
- Нп Андрей Смирнов
- Нп Евгений Таранов
- Нп Валерий Тушенцов
- Нп Константин Фролов
- Нп Сергей Чернявский
- Нп Алексей Юдников
- Главный тренер: Владимир Мариничев